# 美里町立励徳小学校
美里町立励徳小学校 （みさとちょうりつ れいとくしょうがっこう）は熊本県下益城郡美里町畝野（うねの）にある公立の小学校。

## 概要
歴史
砥用町内の下記の小学校2校（分校を含む）が1982年（昭和57年）に統合して開校。現校名になったのは2004年（平成16年）。2022年（令和4年）に創立40周年を迎えた。
- 砥用町立畝野小学校（うねの）
  - 川越分校（かわごし）

- 砥用町立遠野小学校（とおの）
  - 洞岳分校（ほらおか）

校訓
「磨徳励行」（徳を磨き、行に励む）
なお、校長室には熊本県知事、細川護熙によって書かれた校訓「行励徳磨」の額縁が掲示されている。
校名の由来
上記の校訓の「励」と「徳」の2文字をとり、命名された。
校章
中央に校名の頭文字である「励」の文字を配している。
校歌
作詞は吉田敬徳、作曲は出田憲三による。歌詞は3番まであり、両番の歌詞中に校名の「励徳」が登場する。
通学区域
美里町のうち「峙原、庵室、竹ノ迫、金木、三本松、水上、迫、内園、花定野、岩上、興正寺、権正、北野、越早、萱野(旧砥用)、田底、大辻、勢井、藤木、夏水、脇瀬、山出、下福良、貫平、小崎、用来」。中学校区は美里町立砥用中学校。

## 沿革
旧・畝野小学校（うねの）・川越分校（かわごし）

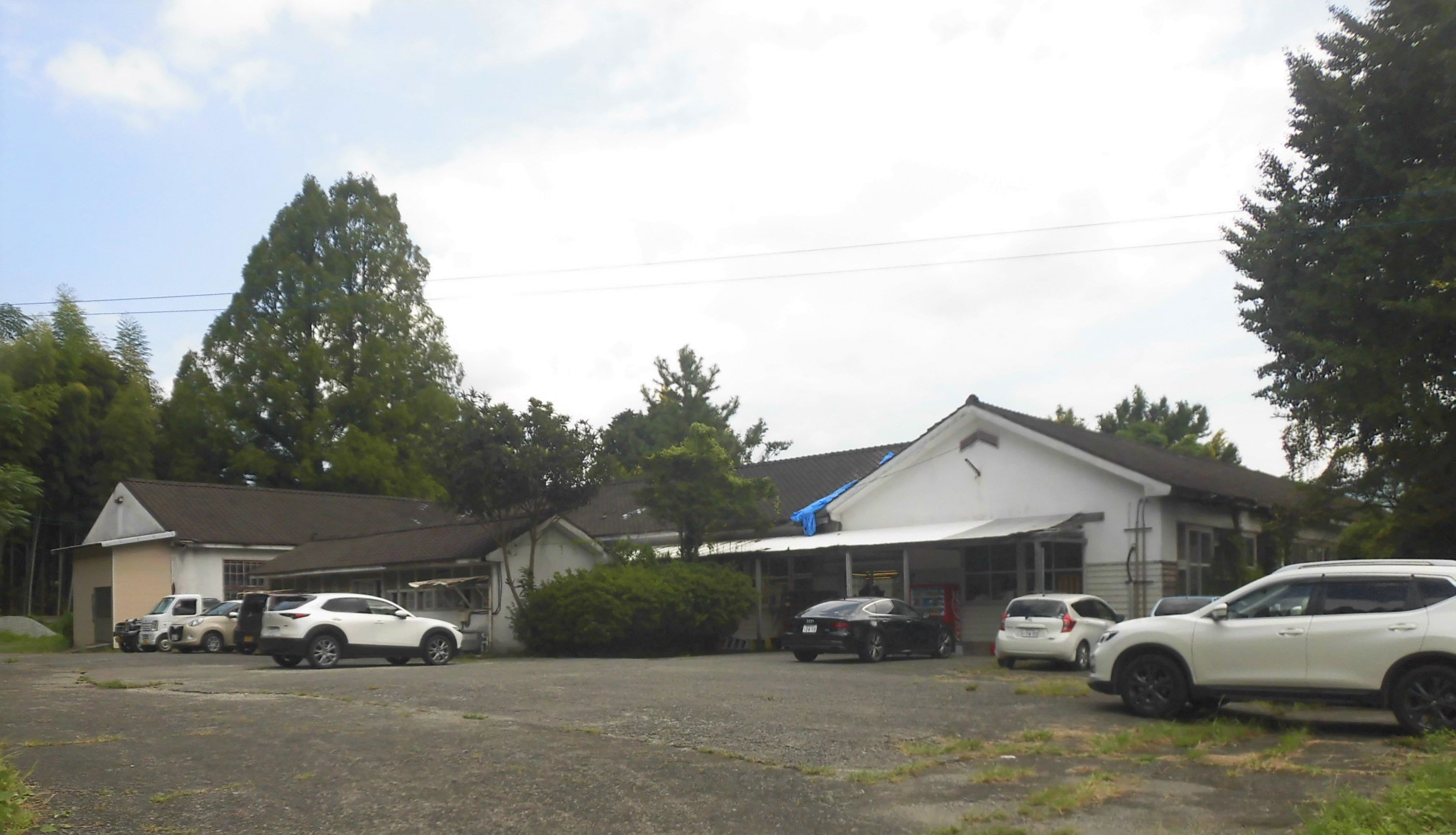
旧・畝野小学校 校舎

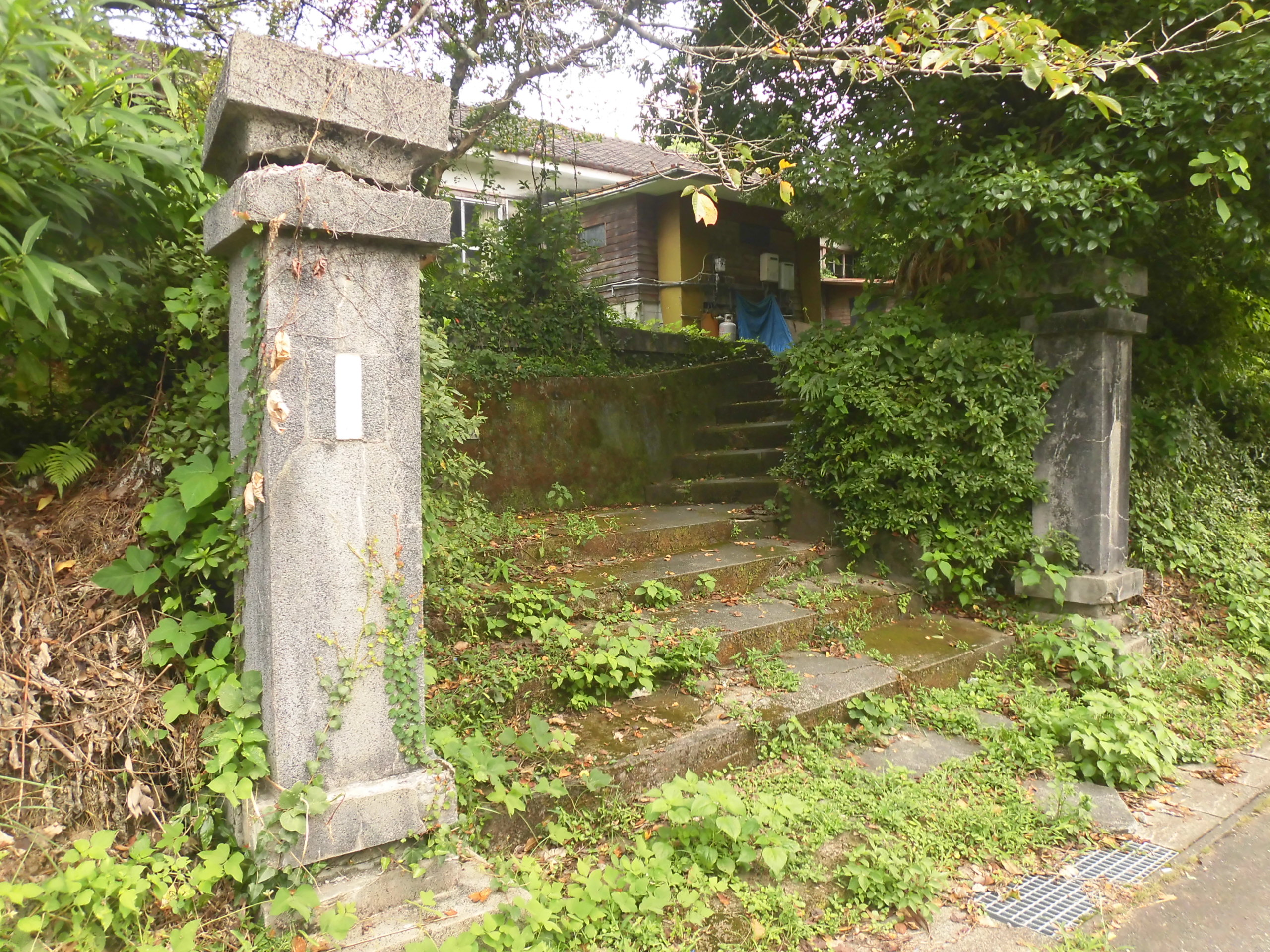
旧・畝野小学校 正門

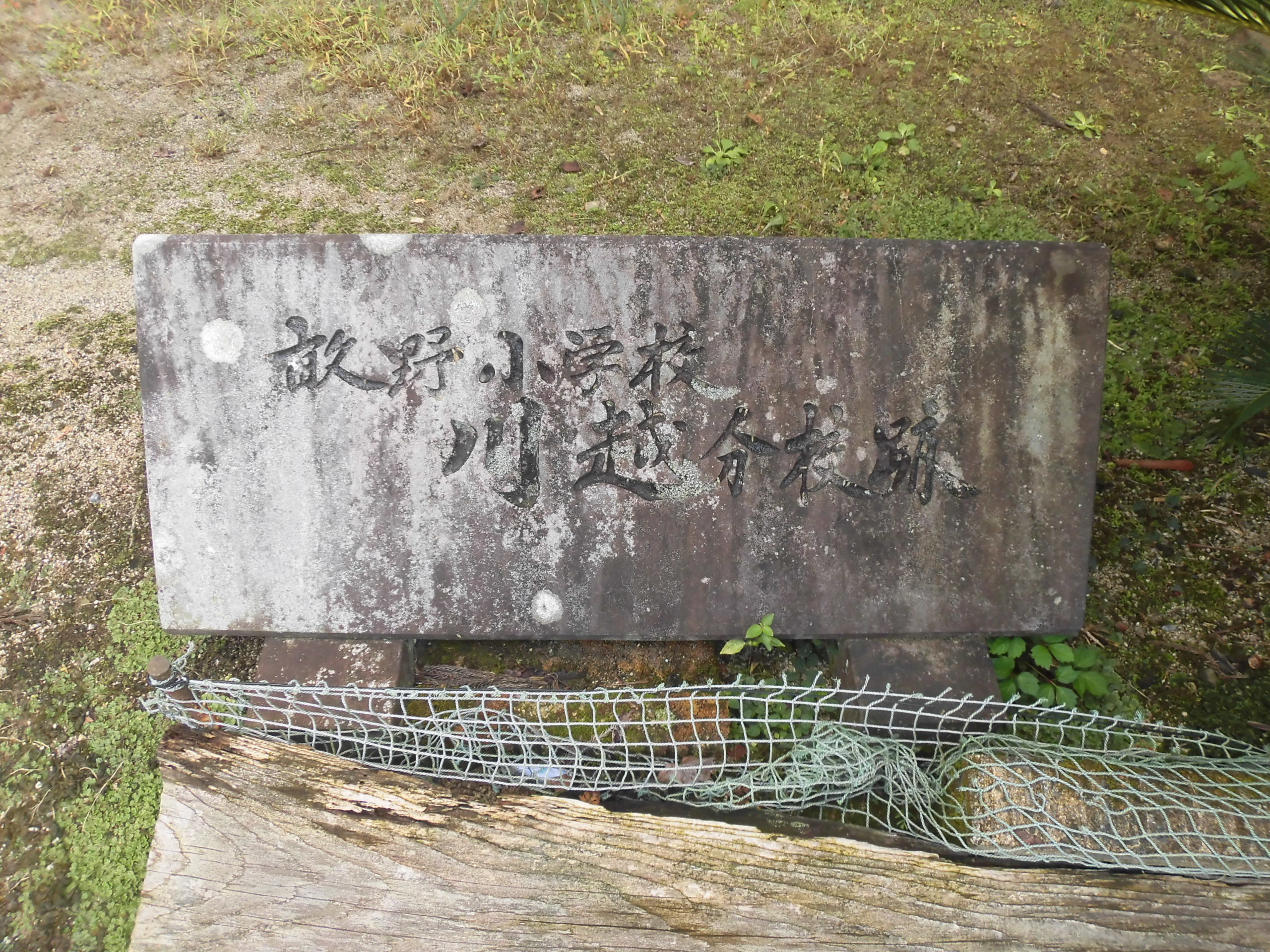
川越分校跡の碑

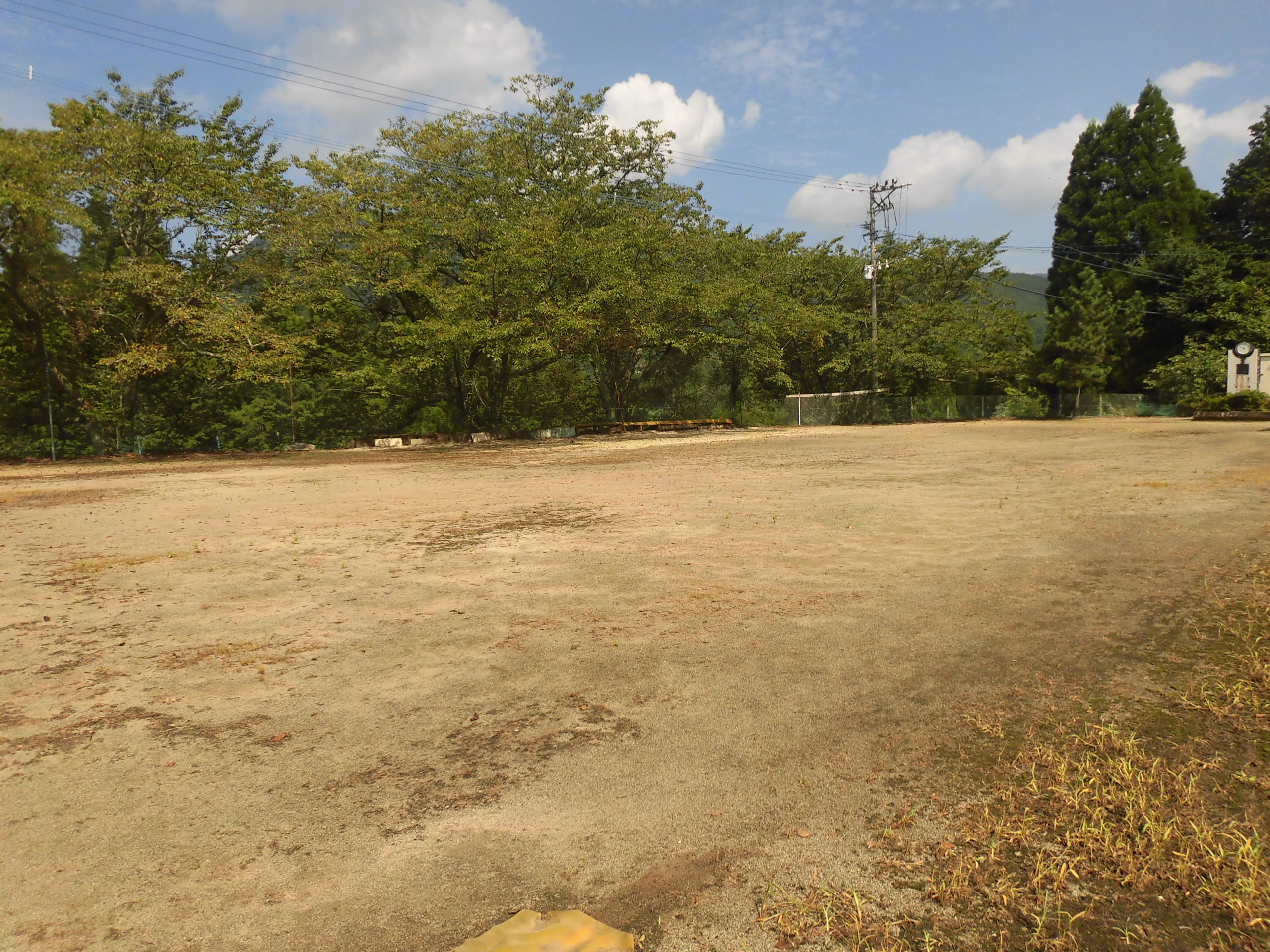
旧・川越分校跡

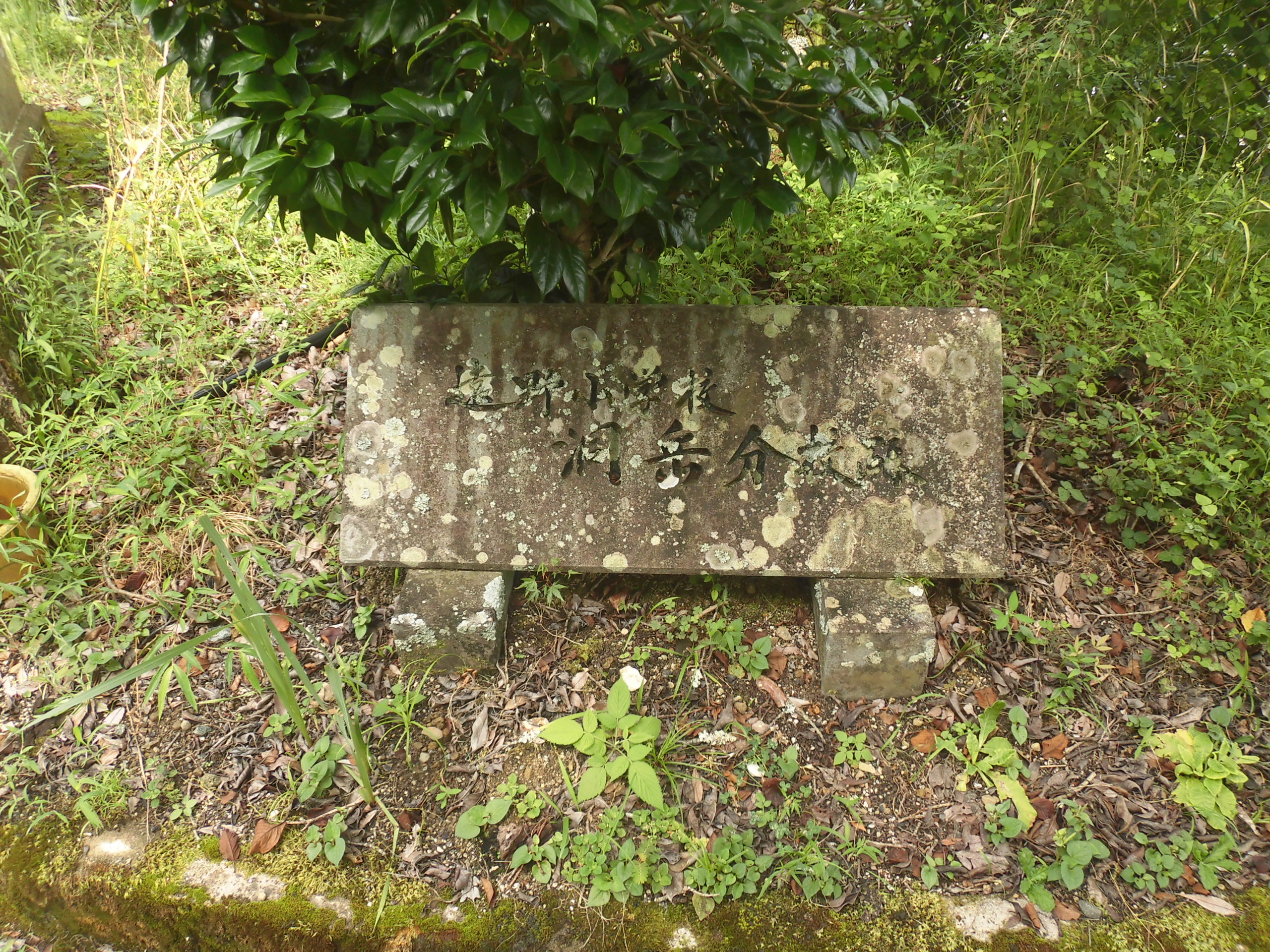
洞岳分校跡の碑

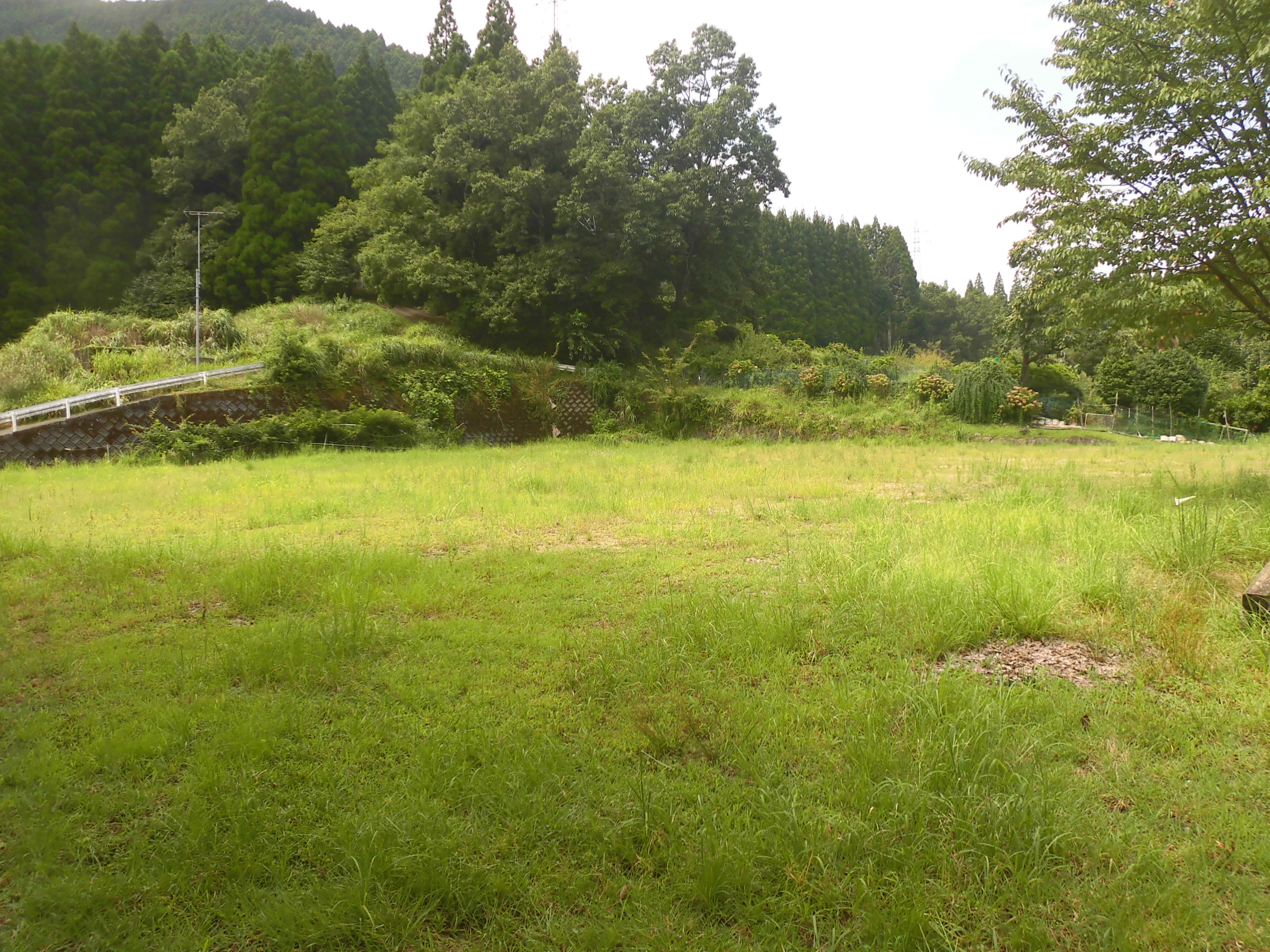
旧・洞岳分校 校地

- 1874年（明治7年）9月 - 畝野・涌井の組合で「公立内園小学校」を創立。内園組字小平4187番地の旧・砥用郷川東共有設立の米倉内を校舎とする。村上教哲が訓導として教授を開始。
- 1877年（明治10年）- 西南の役勃発により、同年2月上旬から3月下旬まで休校となる。4月から再開。
- 1885年（明治18年）4月 - 涌井との組合を解消。勢井小学校と統合の上、「初等中等立志小学校」に改称。
- 1887年（明治20年）- 小学校令施行により、尋常科（4年制）を設置の上、「尋常立志小学校」に改称。
- 1889年（明治22年）
  - 4月1日 - 町村制施行により、下益城郡8村（甲佐平・洞岳・大井早・畝野・遠野・川越・豊富・涌井）が合併の上、「東砥用村」が発足。
  - この当時 - 村内には尋常立志小学校、尋常洞岳小学校、尋常勢井小学校、尋常川越小学校、尋常三へい小学校が所在した。
- 1890年（明治23年）8月 - 「尋常東砥用小学校」に改称。尋常小学校3校（洞岳・三へい・川越）を統合の上、それぞれ分校とする。
- 1892年（明治25年）
  - 8月 - 補習科（1年制）を併置。校舎を増築。
  - この年 - 「東砥用尋常小学校」に改称。勢井分教場・川越分教場が分離の上、勢井尋常小学校・川越尋常小学校として独立。
- 1895年（明治28年）7月 - 暴風雨により校舎が倒壊。修理が終了するまで民家を借用し、分散授業を余儀なくされる。
- 1897年（明治30年）8月 - 木造新校舎が完成。
- 1900年（明治33年）11月 - 洞岳尋常小学校・川越尋常小学校を統合の上、それぞれ洞岳分教場・川越分教場とする。
- 1901年（明治34年）4月 - 高等科（2年制）を併置の上、「東砥用尋常高等小学校」に改称。
- 1902年（明治35年）10月 - 農業補習学校を併置。
- 1905年（明治38年）3月 - 高等科を4年制に改める。
- 1907年（明治40年）4月 - 農業補習学校を廃止。
- 1908年（明治41年）4月 - 改正小学校令により、尋常科（義務教育年限）が4年制から6年制に改められる。これにより従来の尋常科4年・高等科4年が「尋常科6年・高等科2年」に改められる。
- 1918年（大正7年）9月 - 東砥用東部尋常小学校・東砥用西部尋常小学校を統合し、それぞれ遠野分教場・豊富分教場[3]とする。
- 1925年（大正14年）4月 - 豊富分教場が分離の上、豊富尋常小学校として独立[3]。
- 1926年（大正15年）9月 - 東砥用村内の小学校は以下の通りであった。
  - 東砥用尋常高等小学校および川越分教場
  - 遠野尋常小学校および洞岳分教場
  - 豊富尋常小学校[3]
- 1927年（昭和2年）4月 - 校舎を改築。
- 1941年（昭和16年）4月1日 - 国民学校令施行により、「東砥用村東砥用国民学校」に改称。尋常科を初等科に改める。
- 1947年（昭和22年）- 学制改革が行われる（六・三制の実施）。
  - 4月1日 - 国民学校初等科は、新制小学校「東砥用村立東砥用小学校」に改組・改称。
  - 4月 - 国民学校高等科は青年学校普通科とともに、新制中学校「東砥用村立東砥用中学校」に改組・改称。当初、小学校に併設される。
- 1953年（昭和28年）5月21日 - 火災により、校舎が全焼。校舎が復旧するまでの間、遠野小学校・東砥用中学校・豊富小学校で分散授業を余儀なくされる。
- 1955年（昭和30年）4月1日 - 砥用町と東砥用村の合併により、「砥用町立畝野小学校」（最終名）に改称。
- 1958年（昭和33年）3月 - 川越分校の新校舎が完成。
- 1959年（昭和34年）5月 - 講堂兼教室を増築。
- 1974年（昭和50年）- 創立100周年記念式典を挙行。
- 1982年（昭和57年）3月31日 - 砥用町立励徳小学校への統合により、閉校。108年の歴史に幕を閉じる。川越分校も同時に閉校。
  - 校歌 - 作詞は山口白陽、作曲は出田憲三による。歌詞は3番まであり、各番の歌詞中に校名の「畝野校」が登場。
  - 最終所在地（畝野小学校本校） - 熊本県下益城郡砥用町畝野3908番地（北緯32度38分13.7秒 東経130度54分21.4秒 / 北緯32.637139度 東経130.905944度）
    - 交通アクセス - 国道445号（国道218号）、熊本バス「家族旅行村東入口」停留所
    - 周辺 - 東砥用郵便局、緑川ダム、緑川第一発電所

  - 最終所在地（川越分校） - 熊本県下益城郡砥用町川越3103番地（北緯32度39分00.5秒 東経130度54分09.2秒 / 北緯32.650139度 東経130.902556度）
    - 交通アクセス - 熊本県道321号囲砥用線・熊本県道220号三本松甲佐線
    - 跡地 - 川越保育所があったが2004年（平成16年）3月に閉園。その後、美里町川越社会教育センターとなっている。
    - 周辺 - 甲佐平簡易郵便局、筒川

旧・遠野小学校（とおの）

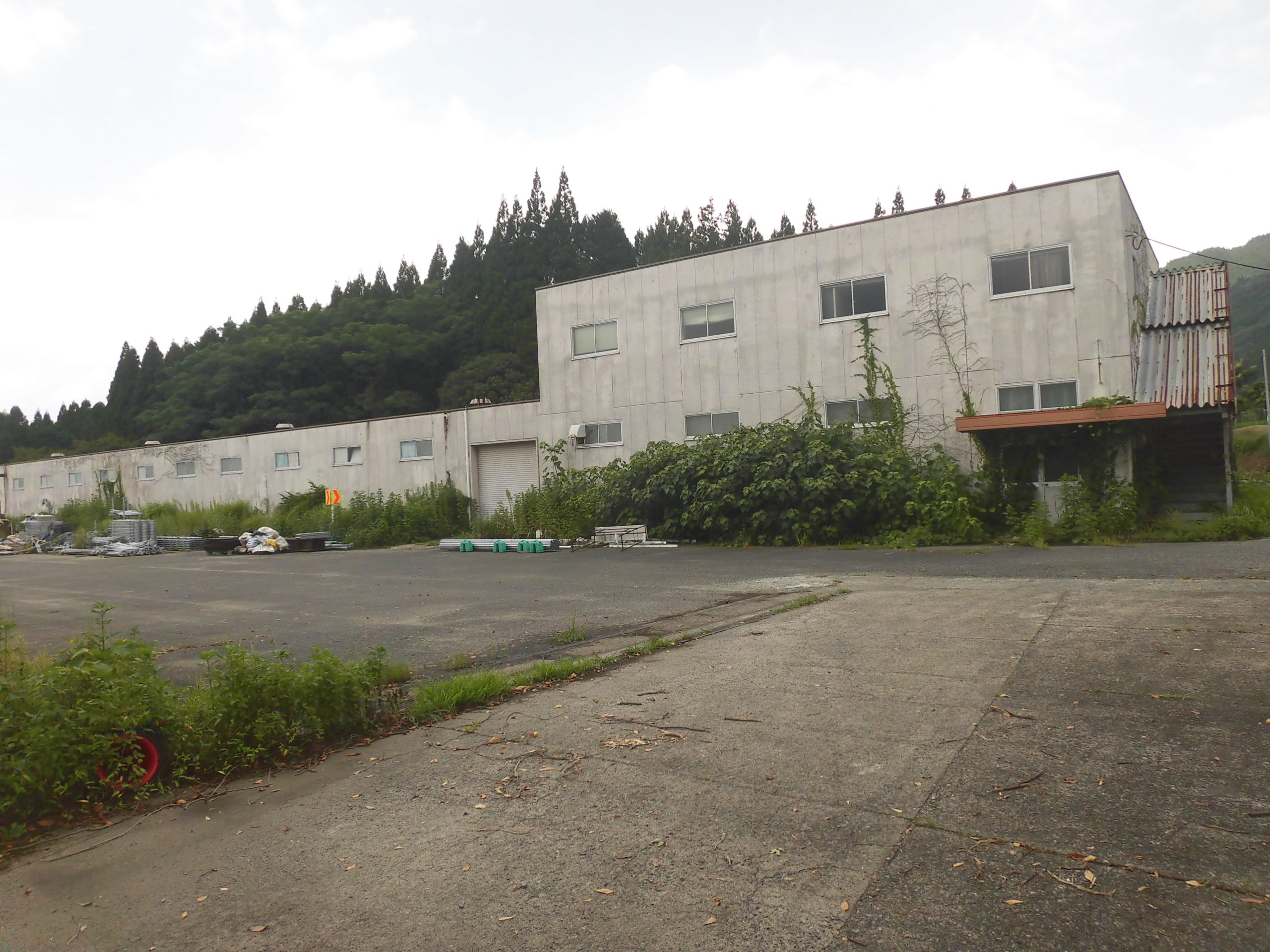
旧・遠野小学校 校舎

- 1874年（明治7年）10月 - 「勢井小学校」が創立。
- 1885年（明治18年）4月 - 「初等中等立志小学校」に統合される。
- 実施年月日不詳 - 立志小学校から分離し、「尋常勢井小学校」として独立。
- 1889年（明治22年）4月1日 - 町村制施行により、下益城郡「東砥用村」が発足。
- 1890年（明治23年）8月 - 統合により「尋常東砥用小学校 勢井分校」に改称。
- 1892年（明治25年）- 「勢井尋常小学校」として独立。
- 1899年（明治32年）- 新校舎が完成。
- 1908年（明治41年）4月 - 尋常科5年を新設。
- 1909年（明治42年）4月 - 尋常科6年を新設。
- 1915年（大正4年）9月 - 「東砥用東部尋常小学校」に改称[4]。
- 1918年（大正7年）9月 - 統合により、「東砥用尋常高等小学校 遠野分教場」となる。
- 1926年（大正15年）9月 - 「遠野尋常小学校」として独立。洞岳分教場が移管される。
- 1938年（昭和13年）3月 - 木造新校舎が完成。
- 1941年（昭和16年）4月1日 -「東砥用村遠野国民学校」に改称。尋常科を初等科に改める。
- 1947年（昭和22年）4月1日 - 学制改革により、新制小学校「東砥用村立遠野小学校」に改組・改称。
- 1955年（昭和30年）4月1日 - 砥用町と東砥用村の合併により、「砥用町立遠野小学校」（最終名）に改称。
- 1959年（昭和34年）5月 - 校舎を増築。
- 1960年（昭和35年）3月6日 - 校章・校歌を制定。
- 1974年（昭和49年）- 創立100周年記念式典を挙行。
- 1982年（昭和57年）3月31日 - 砥用町立励徳小学校への統合により、閉校。108年の歴史に幕を閉じる。洞岳分校も同時に閉校。
  - 校歌 - 1960年（昭和35年）制定。作詞は山口白陽、作曲は滝本泰三による。歌詞は3番まであり、各番の歌詞中に校名の「遠野校」が登場する。
  - 最終所在地（遠野小学校） - 熊本県下益城郡砥用町大井早3797番地（北緯32度38分32.1秒 東経130度56分08.2秒 / 北緯32.642250度 東経130.935611度）
  - 交通アクセス - 国道445号
  - 周辺 - 大遠多目的集会所、勢井阿蘇神社、緑川ダム、大井早発電所

旧・洞岳分校（ほらおか）
- 1874年（明治7年）9月 - 「洞岳小学校」として創立。
- 1885年（明治18年）7月 - 統合により「初等中等立志小学校 洞岳分校」となる。
- 1892年（明治25年）9月 - 「洞岳尋常小学校」として独立。
- 1893年（明治26年）9月 - 校舎が大破し、民家を買い上げて校舎とする。
- 1899年（明治32年）9月 - 運動場が完成。
- 1900年（明治33年）- 校舎を増築。統合により、「東砥用尋常小学校 洞岳分教場」となる。
- 1920年（大正9年）4月 - 第二校舎が完成。
- 1926年（大正15年）9月 - 移管により、「遠野尋常小学校 洞岳分教場」となる。
- 1927年（昭和2年）4月 - 新校舎が完成。
- 1930年（昭和5年）4月 - 尋常科5・6年生の収容を開始。
- 1935年（昭和10年）4月 - 尋常科5・6年生を遠野尋常小学校本校に収容。
- 1941年（昭和16年）4月1日 -「東砥用村遠野国民学校 洞岳分教場」に改称。
- 1947年（昭和22年）4月1日 - 学制改革により、新制小学校「東砥用村立遠野小学校 洞岳分校」に改称。
- 1955年（昭和30年）4月1日 - 砥用町と東砥用村の合併により、「砥用町立遠野小学校 洞岳分校」（最終名）に改称。
- 1974年（昭和49年）- 創立100周年記念式典を挙行。
- 1982年（昭和57年）3月31日 - 砥用町立励徳小学校への統合により、閉校。108年の歴史に幕を閉じる。遠野小学校本校も同時に閉校。
  - 最終所在地（洞岳分校） - 熊本県下益城郡砥用町洞岳1709番地（北緯32度37分51.2秒 東経130度55分52.4秒 / 北緯32.630889度 東経130.931222度）
  - 交通アクセス - 国道445号・熊本県道153号清和砥用線
  - 周辺 - 洞岳簡易郵便局

統合・励徳小学校
- 1982年（昭和57年）4月1日 - 上記2校および2分校が統合の上、「砥用町立励徳小学校」が開校。
  - 初代校長に村上昇が着任。児童数198名（6学級）。
  - 旧・砥用町立砥用東中学校の校地を継承。同時に砥用東中学校は砥用西中学校と統合の上、「砥用町立砥用中学校」となる。
- 1987年（昭和62年）2月 - 花木友の森を造成。
- 2001年（平成13年）12月 - 創立20周年記念式典を挙行。
- 2003年（平成15年）2月 - 子どもの森を設営。
- 2004年（平成16年）11月1日 - 2町（中央・砥用）合併により、「美里町立励徳小学校」（現校名）に改称。
- 2009年（平成21年）4月 - 複式学級を設置。
- 2021年（令和3年）11月 - JAET「学校情報化優良校」に認定される[5]。
  - 所在地 - 熊本県下益城郡美里町畝野1944番地（北緯32度38分22.7秒 東経130度55分07.8秒 / 北緯32.639639度 東経130.918833度）

## 交通アクセス
最寄りのバス停留所
- 熊本バス 「金木」停留所

最寄りの幹線道路
- 国道445号（国道218号）

## 周辺
- 美里町役場 東部出張所
- 美里リハビリテーション病院・介護医療院
- 里山交流体験センター・輪
- 東砥用郵便局
- 緑川ダム
- 緑川第一発電所
- 美里の森キャンプ場